# Gonzalez Harbour
Der Gonzales Harbour ist eine kleine Nebenbucht der Telefon Bay an der nordwestlichen Seite des Port Foster auf Deception Island im Archipel der Südlichen Shetlandinseln. Sie besteht aus einer Reihe miteinander verbundener und mit Meerwasser vollgelaufener vulkanischer Explosionskrater.
Polnische Wissenschaftler benannten sie 1999 nach dem chilenischen Geologen Oscar González-Ferrán, der von 1967 bis 1968 an Erkundungen des westantarktischen Marie-Byrd-Lands im Rahmen des United States Antarctic Program beteiligt war und zahlreiche wissenschaftliche Publikationen über die vulkanische Entwicklung von Deception Island veröffentlicht hatte.